# Arthur Leissa
Arthur W. Leissa (1932) é um engenheiro estadunidense.
É especialista em vibrações e dinâmica de sistemas contínuos.

## Formação
Arthur Leissa obteve o doutorado em 1958 na Universidade do Estado de Ohio. Nesta universidade foi professor assistente (1958), professor associado (1961) e professor pleno (1964). Tinha então 32 anos de idade.

## Trabalho
Dentre os tópicos de sua pesquisa constam:
- vibração de placas
- efeitos de singularidades em vértices
- vibração de cascas rasas
- vibração tridimensional de superfícies de revolução
- elementos estruturais laminados compostos

## Publicações
- Vibration of Plates, U.S. Government Printing Office, 1969
- Vibration of Shells, U.S. Government Printing Office, 1973
- Buckling and Postbuckling Theory for Laminated Composite Plates, Chapter 1 in Buckling and Postbuckling of Composite Plates, edited by G.J. Turvey and I.J. Marshall, Chapman and Hall Publishers Ltd., pp. 3–29, 1995